# Pachyprosopis xanthometopa
Pachyprosopis xanthometopa là một loài Hymenoptera trong họ Colletidae. Loài này được Exley mô tả khoa học năm 1972.

## Hình ảnh

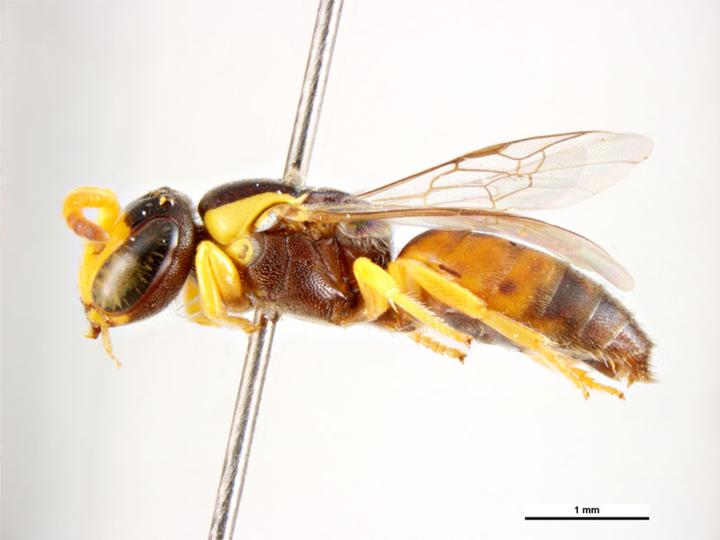